# RoHS
Директи́ва про обме́ження використа́ння небезпе́чних речови́н (англ. Restriction of Hazardous Substances — RoHS 1) — нормативно-правовий акт Європейської Унії, що обмежував вміст шкідливих речовин.
Директива регламентула застосування свинцю, а також інших потенційно небезпечних елементів в електротехнічному та електронному обладнанні, забезпечуючи необхідний рівень захисту здоров'я людей і довкілля. 1 липня 2006 директива набула чинності на всій території Європейської Спільноти. 

## Небезпечні речовини
Небезпечними речовинами, для яких директива встановлює обмеження:
1. Свинець (Pb)
2. Ртуть (Hg)
3. Кадмій (Cd)
4. Шестивалентний хром (Cr6+)
5. Полібромовані біфеніли (ПБД) — інгібітор горіння під час виробництва пластмас
6. Полібромований дифеніловий ефір (ПБДЕ) — інгібітор горіння під час виробництва пластмас
7. Біс (2-етилгексил) фталат (DEHP)
8. Бутілбензилфталат (BBP)
9. Дібутілфталат (DBP)
10. Діізобутілфталат (DIBP)

## Особливості
На відміну від Директиви щодо відпрацьованого електричного й електронного обладнання (WEEE), яка встановлює мінімальні рівні утилізації електрообладнання, які повинні дотримуватися, але можуть бути перевищені, Директива RoHS встановлює точні межі допустимих рівнів, дотримання яких є обов'язковим.
Попри те, що Директива RoHS є Європейською Директивою, виробники електронного та електричного обладнання за межами країн ЄС також повинні дотримуватися положень цієї Директиви, в тому випадку, коли вироблене ними обладнання підлягає ввезенню до країн ЄС для використання в Європі. Визначення вимог і застосування Директиви RoHS має бути однаковим для всіх країн ЄС, для того щоб усі компанії, що пройшли сертифікацію RoHS, могли безперешкодно торгувати в Європейській економічній зоні.
Відповідно до вимог Директиви RoHS до проведення сертифікації всі виробники повинні пройти процедуру реєстрації. Наприклад, з 23 листопада 2005 року в Німеччині діє закон, що забороняє продавати деякі категорії електричного та електронного устаткування, якщо виробник не пройшов офіційну реєстрацію в цій країні.
Директива RoHS поширюється на такі категорії продукції:
1. побутова техніка,
2. телекомунікаційне обладнання та устаткування інформаційної техніки,
3. споживча електроніка,
4. освітлювальна апаратура,
5. електричні інструменти,
6. іграшки,
7. товари для дозвілля та спортивні товари,
8. торговельні автомати,
9. лампи розжарювання.

### 2011/65/ЄУ (RoHS 2)
Директива RoHS 2 (2011/65/ЄУ) є продовженням оригінальної директиви, набула чинности 21 липня 2011 року та вступила в силу 2 січня 2013 року. Вона стосується тих самих речовин, що й оригінальна директива, але покращує регуляторні умови та юридичну ясність. Вона вимагає періодичних переоцінок, що сприяють поступовому розширенню її вимог для охоплення додаткового електронного та електричного обладнання, кабелів та запасних частин. Логотип CE тепер вказує на відповідність вимогам, а декларація відповідності RoHS 2 тепер деталізована (див. нижче).[джерело?]
У 2012 році в остаточному звіті Європейської комісії було зазначено, що деякі держави-члени ЄС вважали, що всі іграшки підпадають під дію первинної Директиви RoHS 1 2002/95/ЄС, незалежно від того, чи використовували вони електричний струм або електромагнітні поля для виконання своїх основних або другорядних функцій. З моменту введення в дію директиви RoHS 2 або переглянутої директиви RoHS 2011/65/ЄС усі відповідні держави-члени повинні будуть дотримуватися нових правил.
Ключова відмінність переглянутої директиви полягає в тому, що тепер необхідно демонструвати відповідність аналогічно до директив LVD та EMC. Нездатність продемонструвати відповідність у достатньо детальних файлах та незабезпечення її впровадження у виробництві тепер є кримінальним правопорушенням. Як і інші директиви щодо маркування CE, вона вимагає контролю виробництва та простежуваності технічних файлів. Вона описує два методи досягнення презумпції відповідності (Директива 2011/65/ЄС, стаття 16.2): або технічні файли повинні містити дані випробувань для всіх матеріалів, або використовується стандарт, прийнятий в офіційному журналі для директиви. Наразі єдиним стандартом є EN IEC 63000:2018 (на основі IEC 63000:2016, що замінив EN 50581:2012), метод на основі ризику для зменшення обсягу необхідних даних випробувань (перелік гармонізованих стандартів для RoHS2, OJEU C363/6).
Одним із наслідків вимоги щодо підтвердження відповідності є необхідність знати про використання винятків для кожного компонента, інакше неможливо визначити відповідність продукту на момент його виведення на ринок, єдиний момент часу, коли продукт повинен бути «відповідним». Багато хто не розуміє, що «відповідність» залежить від того, які винятки діють, і цілком можливо виготовити невідповідний продукт із «відповідними» компонентами. Відповідність повинна бути розрахована на день випуску на ринок. На практиці це означає знання статусу винятків для всіх компонентів і використання запасів деталей зі старим статусом до закінчення терміну дії винятків (Директива 2011/65/ЄС, стаття 7.b, що посилається на Рішення 768/2008/ЄС, Модуль A, Внутрішній контроль виробництва). Відсутність системи для управління цим може розглядатися як недостатня ретельність і може призвести до кримінального переслідування (Британський інструмент 2012 N. 3032, розділ 39 «Штрафи»).
RoHS 2 також має більш динамічний підхід до винятків, створюючи автоматичне закінчення терміну дії, якщо винятки не поновлюються за запитом промисловості. Крім того, до контрольованого списку можуть бути додані нові речовини, причому до 2019 року очікується контроль над 4 новими речовинами. Все це означає, що необхідні більш ефективні системи контролю та оновлення інформації.[джерело?]
Інші відмінності включають нові обов'язки для імпортерів та дистриб'юторів, а також маркування для поліпшення простежуваності технічної документації. Вони є частиною NLF для директив і роблять ланцюг постачання більш активною частиною контролю (Директива 2011/65/ЄС, статті 7, 9, 10).
Нещодавно було внесено додаткову поправку 2017/2102 до 2011/65.

### 2015/863 (RoHS 2 поправки)
Директива RoHS 2 (2011/65/ЄУ) містить дозвіл на додавання нових матеріалів, і в оригінальній версії виділено 4 матеріали, на які слід звернути увагу. Поправка 2015/863 додає чотири додаткові речовини до Додатку II до 2011/65/ЄУ (3/4 нових обмежень рекомендується дослідити в оригінальній директиві, див. пункт 10 преамбули). Це ще одна причина, чому прості заяви про відповідність RoHS не є прийнятними, оскільки вимоги до відповідності варіюються залежно від дати випуску продукту на ринок (див. IEC 63000:2016). Додаткові обмеження щодо чотирьох речовин та вимоги щодо доказів застосовуються до продуктів, випущених на ринок 22 липня 2019 року або пізніше, за винятком випадків, коли дозволено винятки, як зазначено в Додатку III., хоча на момент написання цього документа винятки для цих матеріалів не існують і не застосовуються. Чотири додаткові речовини:
1. Біс(2-етилгексил)фталат (DEHP)
2. Бензилбутилфталат (BBP)
3. Дібутилфталат (DBP)
4. Діізобутилфталат (DIBP)

Максимально допустима концентрація в продуктах, що не підпадають під виняток, становить 0,1%.
Нові речовини також включені до списку REACH, а DEHP не дозволений для виробництва (використання як речовина) в ЄУ відповідно до Додатку XIV REACH.

## Маркування та документація

Знак CE

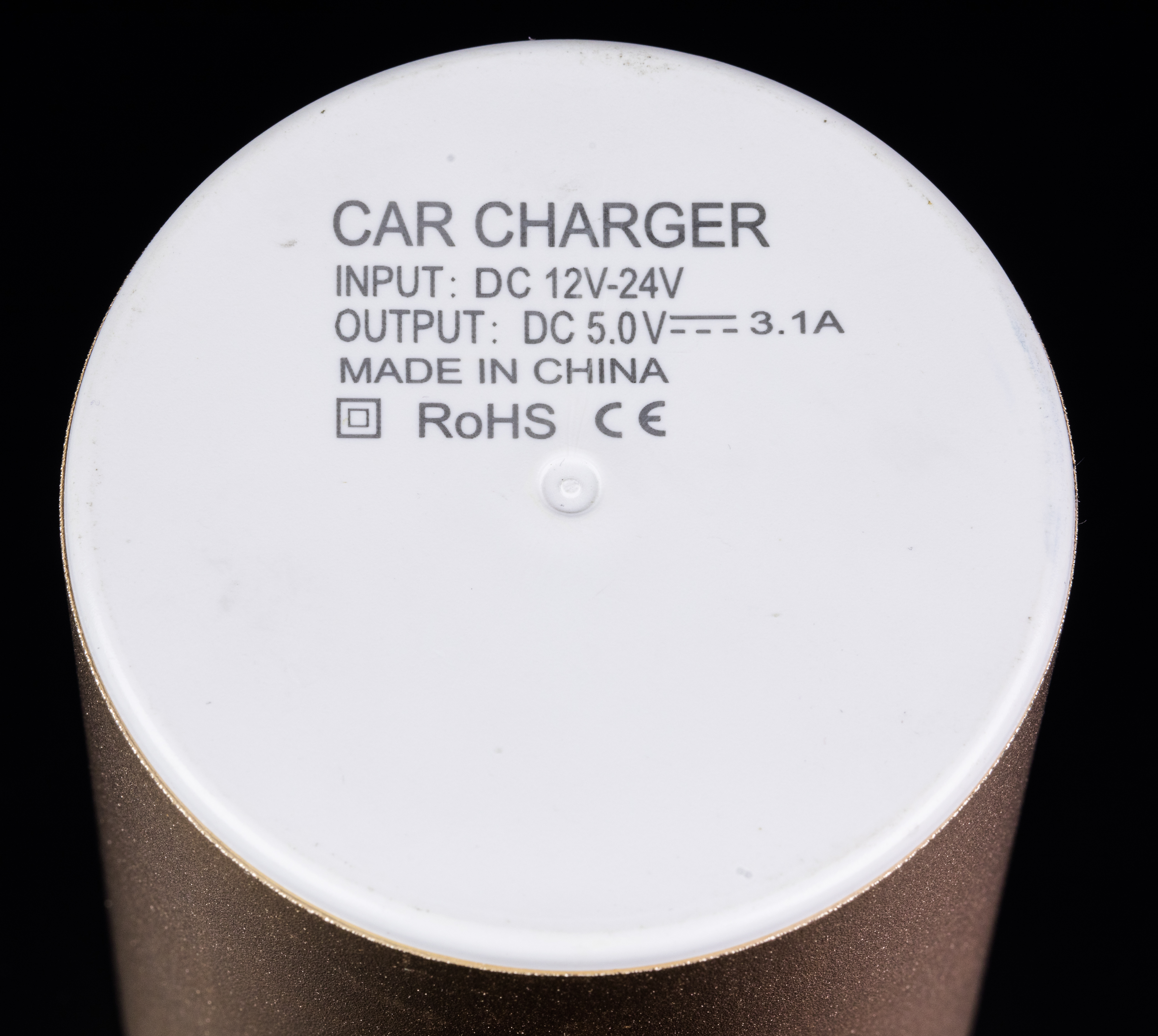
Маркування RoHS та CE на автомобільній зарядній станції

Продукти, що підпадають під дію директиви RoHS 2, повинні мати маркування CE, назву та адресу виробника, а також серійний номер або номер партії. Сторони, які потребують більш детальної інформації про відповідність, можуть знайти її в Декларації про відповідність ЄС для продукту, створеній виробником (власником бренду), відповідальним за дизайн, або представником ЄС. Регламент також вимагає, щоб більшість учасників ланцюга постачання продукту (імпортери та дистриб'ютори) зберігали та перевіряли цей документ, а також забезпечували дотримання процесу відповідності та надання правильного перекладу інструкцій. Виробник повинен зберігати певну документацію для підтвердження відповідності, відому як технічний файл або технічні записи. Директива вимагає від виробника підтвердження відповідності за допомогою даних випробувань для всіх матеріалів або дотримання гармонізованого стандарту (на момент написання єдиним стандартом є IEC 63000:2016). Регулюючі органи можуть вимагати цей файл або, що більш ймовірно, конкретні дані з нього, оскільки він, ймовірно, буде дуже великим[джерело?]

### Історія

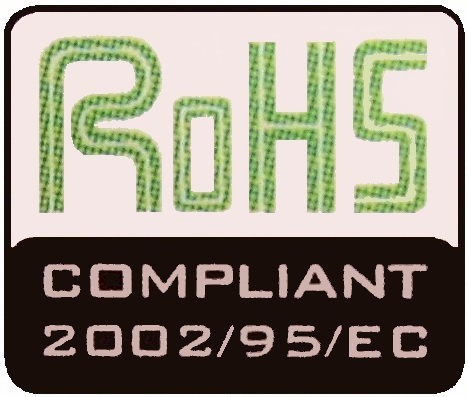
Знак RoHS

RoHS не вимагав жодного конкретного маркування продукції, але багато виробників запровадили власні знаки відповідності, щоб зменшити плутанину. Візуальні індикатори включали явні написи «Відповідає вимогам RoHS», зелені листки, галочки та позначки «Без свинцю». Китайські етикетки RoHS, що містять малу літеру «e» в колі зі стрілками, також можуть означати відповідність вимогам.

Логотип директиви WEEE

RoHS 2 намагається вирішити цю проблему, вимагаючи використання вищезазначеного знака CE, використання якого контролюється органом з контролю за дотриманням торгових стандартів. У ньому зазначено, що єдиним дозволеним знаком відповідності вимогам RoHS є маркування CE. Тісно пов'язана директива WEEE (Директива щодо відпрацьованого електричного й електронного обладнання), яка набула чинности одночасно з RoHS, зображує логотип сміттєвого бака з перекресленим «X» і часто супроводжує маркування CE.

## Можливі майбутні доповнення
Нові обмеження щодо речовин, які планується ввести в найближчі кілька років, включають фталати, бромовані антипірени (BFR), хлоровані антипірени (CFR) та ПВХ..

## RoHS в Україні
З урахуванням Директиви Європейського Парламенту та Ради Європейського Союзу 2002/95/ЄС від 27 січня 2003 в Україні в грудні 2008 прийнятий Технічний регламент обмеження використання деяких небезпечних речовин в електричному та електронному обладнанні.